# Seznam kostelů v Praze
Toto je přehledný seznam kulturně, historicky či umělecky významných kostelů v Praze. Obsahuje pouze zachované kostely, to jest více či méně samostatné budovy, původně určené pro bohoslužbu. V první části jsou uvedené kostely, které se nacházejí v oblasti historických částí města (Hradčany, Malá Strana, Staré Město, část Nového Města a Vyšehrad), zhruba v rozsahu Pražské památkové rezervace, ve druhé části kostely v ostatních čtvrtích, řazené podle obvodů (Praha 2 až 10).

## Vysvětlivky
- Kostel uvádí stručný název, případně i jiný, běžně užívaný (např. Loreta)
- Užití uvádí buď odkaz na církev nebo na jiné užití. Závorky znamenají, že v kostele nejsou pravidelné bohoslužby, že budova není běžně přístupná.
- Založení a úpravy uvádí přibližné datum založení současné stavby, nikoli jejích předchůdců. Tak u katedrály sv. Víta je uveden rok 1344, nikoli 930. Přestavby jsou uvedeny jen ve výběru, znaménko + za letopočtem znamená "po roce", znaménko − "před rokem", p je „přibližně“.
- Sloh je převládající sloh (slohy) současné stavby.
- Architekti jsou také uvedeni ve výběru, někdy jen autoři přestaveb.

## Kostely vhistorické části města
| Fotografie | Kostel                                            | Čtvrť adresa                  | Církev užití     | Založ. upr.         | Sloh              | Architekti                        | Mapa |
| ---------- | ------------------------------------------------- | ----------------------------- | ---------------- | ------------------- | ----------------- | --------------------------------- | ---- |
|            | Katedrála svatého Víta, Václava a Vojtěcha        | Hrad 3. nádvoří               | katol.           | 1344 1929           | gotický novogot.  | M. z Arrasu Petr Parléř J. Mocker |      |
|            | Sv. Jiří                                          | Hrad 3. nádvoří               | katol.           | 1142+ 1670+         | románský barokní  |                                   |      |
|            | Nanebevzetí PM Strahov                            | Hradčany Strahovské nádv.     | katol.           | 1142 1751           | románský barokní  | A. Lurago?                        |      |
|            | Narození Páně (Loreta)                            | Hradčany Loretánské nám.      | katol.           | 1626 1737           | barokní           | G. B. Orsi K. Dientzenhofer       |      |
|            | Sv. Jana Nepomuckého (vojenský)                   | Hradčany U kasáren            | katol.           | 1720                | barokní           | K. I. Dientzenhofer               |      |
|            | Všech svatých                                     | Hrad 3. nádvoří               | katol.           | 1370 1581           | gotický           | Petr Parléř                       |      |
|            | Sv. Benedikta (barnabitky, bosé karmelitky)       | Hradčany Hradčanské nám.      | katol.           | 1353 1627+          | barokní           |                                   |      |
|            | Sv. Kříže                                         | Hrad 2. nádvoří               | (katol.) výst.   | 1753                | barokní           | A. Lurago                         |      |
|            | Sv. Rocha                                         | Hradčany Strahovské nádvoří   | výst.            | 1603                | gotický           |                                   |      |
|            | P. M. Andělské (kapucíni)                         | Hradčany Kapucínská           | katol.           | 1600p               |                   |                                   |      |
|            | Sv. Mikuláše                                      | Malá Strana Malostranské nám. | katol.           | 1673 1751           | barokní           | G. D. Orsi K. I. Dientzenhofer    |      |
|            | Sv. Jana na prádle                                | Malá Strana Říční             | CČSH             | 1240p               | románský gotický  |                                   |      |
|            | Sv. Josefa                                        | Malá Strana Josefská          | katol.           | 1687                | barokní           | Abraham Paris                     |      |
|            | Sv. Karla Boromejského (Malá Strana)              | Malá Strana Vlašská           | katol.           | 1855                | empír             | A. Gudera                         |      |
|            | P. M. pod řetězem                                 | Malá Strana Lázeňská          | katol.           | 1180 1648           | gotický barokní   | C. Lurago                         |      |
|            | P. M. a sv. Kajetána (theatini, kajetáni)         | Malá Strana Nerudova          | katol.           | 1691                | barokní           | J. B. Mathey ?                    |      |
|            | P. M. Vítězné Pražského Jezulátka                 | Malá Strana Karmelitská       | katol.           | 1611 1644           | barokní           | G. M. Filippi                     |      |
|            | Sv. Tomáše                                        | Malá Strana Letenská          | katol.           | 1315 1584 1727      | gotický barokní   | B. di Alberto K. I. Dientzenhofer |      |
|            | Sv. Vavřince na Petříně                           | Malá Strana Petřín            | starokat.        | 1271- 1739          | románský barokní  | I. Palliardi                      |      |
|            | Sv. Vavřince v Nebovidech                         | Malá Strana Hellichova        | koncertní síň    | 1270 1816           | gotický           |                                   |      |
|            | Sv. Máří Magdalény                                | 1, Malá Strana, Karmelitská   | zrušený (muzeum) | 1709                | barokní           | 1709                              |      |
|            | P. M. před Týnem Týnský chrám                     | Staré Město Staroměstské nám. | katol.           | 1350+               | gotický           |                                   |      |
|            | Sv. Františka a sv. Salvátora v Anežském klášteře | Staré Město Anežská           | galerie          | 1233+               | gotický           |                                   |      |
|            | Sv. Anny (zrušený)                                | Staré Město Liliová           | (kulturní)       | 1350p               | gotický           |                                   |      |
|            | Sv. Bartoloměje                                   | Staré Město Bartolomějská     | katol.           | 1726                | barokní           | K. I. Dientzenhofer               |      |
|            | Betlémská kaple                                   | Staré Město Betlémské nám.    | ČVUT             | 1950 (1391)         | replika           | J. Fragner                        |      |
|            | Sv. Ducha                                         | Staré Město Dušní             | katol. arménský  | 1350p               | gotický           |                                   |      |
|            | Sv. Františka z Assisi (Křižovníci)               | Staré Město Křižovnické nám.  | katol.           | 1679 (1252)         | barokní           | J. B. Mathey                      |      |
|            | Sv. Haštala                                       | Staré Město Haštalské nám.    | katol.           | 1350p 1690+         | gotický barokní   | P. I. Bayer                       |      |
|            | Sv. Havla                                         | Staré Město Havelský trh      | katol.           | 1710 (1330p)        | barokní           | P. I. Bayer ?                     |      |
|            | Sv. Jakub                                         | Staré Město Malá Štupartská   | katol.           | 1700                | barokní           | J. Š. Pánek                       |      |
|            | Sv. Jiljí Dominikáni                              | Staré Město Husova            | katol.           | 1310 1730+          | gotický barokní   |                                   |      |
|            | Sv. Klimenta                                      | Staré Město Karlova           | řec-kat.         | 1711                | barokní           | F. M. Kaňka                       |      |
|            | Sv. Kříže Rotunda                                 | Staré Město Karoliny Světlé   | starokat.        | 1170p               | románský          |                                   |      |
|            | Sv. Martina ve zdi                                | Staré Město Martinská         | ČCE              | 1187- 1480 1906     | románský gotický  | K. Hilbert                        |      |
|            | Sv. Michaela (zrušený)                            | Staré Město Michalská         | komerč.          | 1350+ 1750p         | gotický barokní   |                                   |      |
|            | Sv. Mikuláše                                      | Staré Město Staroměstské nám. | CČSH             | 1732                | barokní           | K. I. Dientzenhofer               |      |
|            | Sv. Salvátora (evangelický)                       | Staré Město Salvátorská       | ČCE              | 1611                | barokní           | G. M. Filippi ?                   |      |
|            | Nejsv. Salvátora (katolický)                      | Staré Město Křižovnické nám.  | katol.           | 1578 1650           | renes. barokní    | M. Fontana C. Lurago              |      |
|            | sv. Šimona a Judy U milosrdných                   | Staré Město U Milosrdných     | (koncerty)       | 1630                | barokní           |                                   |      |
|            | Sv. Apolináře                                     | Nové Město Apolinářská        | katol.           | 1360p               | gotický           |                                   |      |
|            | Sv. Cyrila a Metoděje (pravoslavný)               | Nové Město Resslova           | pravosl.         | 1730                | barokní           | K. I. Dientzenhofer P. I. Bayer   |      |
|            | Sv. Ignáce (jezuité)                              | Nové Město Karlovo nám.       | katol.           | 1665                | barokní           | C. Lurago P. I. Bayer             |      |
|            | Sv. Jana Nep. Na Skalce                           | Nové Město Vyšehradská        | katol.           | 1730                | barokní           | K. I. Dientzenhofer               |      |
|            | Sv. Jindřicha                                     | Nové Město Jindřišská         | katol.           | 1370p 1892          | gotický           |                                   |      |
|            | Sv. Josefa                                        | Nové Město Nám. Republiky     | katol.           | 1638                | barokní           | M. Meer                           |      |
|            | Nanebevzetí P. M. a sv. Karla Velikého Karlov     | Nové Město Horská             | katol.           | 1351 1575 1704      | gotický barokní   | B. Wolmut J. B. Santini (?)       |      |
|            | Sv. Kateřiny (augustiniánky)                      | Nové Město Kateřinská         | pravosl.         | 1355 1737           | gotický barokní   | K. I. Dientzenhofer               |      |
|            | Sv. Klimenta                                      | Nové Město Klimentská         | ČCE              | 1400p 1892          | gotický           | J. Blecha                         |      |
|            | Sv. Kříže                                         | Nové Město Na Příkopě         | katol.           | 1819                | empír             | J. Fischer                        |      |
|            | Sv. Longina                                       | Nové Město Štěpánská          | (katol.)         | 1130p 1380p         | románský          |                                   |      |
|            | P. M. Sedmibolestné u alžbětinek                  | Nové Město Na Slupi           | katol.           | 1724                | barokní           | K. I. Dientzenhofer               |      |
|            | P. M. Sněžné                                      | Nové Město Jungmannovo nám.   | katol.           | 1347 1603           | gotický           |                                   |      |
|            | P. M. Na Slovanech Opatství Emauzy                | Nové Město Vyšehradská        | katol.           | 1348 1640 1880 1964 | gotický           | F. M. Černý                       |      |
|            | Kosmy a Damiána Emauzy                            | Nové Město Vyšehradská 49     | řeckokatol.      | 1178 2010-2015      | románský, barokní |                                   |      |
|            | P. M. Na Slupi (Na Trávníčku)                     | Nové Město Na Slupi           | pravosl.         | 1360+ 1490+         | gotický           |                                   |      |
|            | Sv. Michala v Jirchářích                          | Nové Město V Jirchářích       | ECAV             | 1370p 1511 1914     | gotický           |                                   |      |
|            | Sv. Petra Na Poříčí                               | Nové Město Biskupská          | katol.           | 1150p 1382 1874     | gotický           | J. Mocker                         |      |
|            | Sv. Štěpána                                       | Nové Město Štěpánská          | katol.           | 1351 1874           | gotický           | J. Mocker                         |      |
|            | Nejsv. Trojice                                    | Nové Město Spálená            | katol.           | 1708                | barokní           | O. Broggio K. I. Dientzenhofer    |      |
|            | Nejsv. Trojice v Podskalí                         | Nové Město Trojická           | katol.           | 1358- 1728          | barokní           |                                   |      |
|            | Sv. Václava Na Zderaze                            | Nové Město Resslova           | CČSH             | 1270p 1380- 1909    | gotický           | J. Fanta A. Wiehl                 |      |
|            | Sv. Vojtěcha                                      | Nové Město Vojtěšská          | katol.           | 1250+ 1390p 1671    | gotický barokní   |                                   |      |
|            | Sv. Voršily (voršilky)                            | Nové Město Národní tř.        | katol.           | 1699                | barokní           | M. Canevalle                      |      |
|            | Sv. Martina                                       | Vyšehrad, U rotundy           | katol.           | 1070p 1878          | románský          |                                   |      |
|            | Sv. Petra a Pavla                                 | Vyšehrad, Štulcova            | katol.           | 1369+ 1880          | gotický novogot.  | J. Mocker                         |      |

Výběr objektů i zdroj: P. Vlček a kol., Umělecké památky Prahy I.–IV.

## Kostely vostatních čtvrtích
| Fotografie | Kostel                             | Obvod obec                         | Církev užití | Založ. upr.                  | Sloh                      | Architekti                                  | Mapa                       |
| ---------- | ---------------------------------- | ---------------------------------- | ------------ | ---------------------------- | ------------------------- | ------------------------------------------- | -------------------------- |
|            | Sv. Ludmily (basilica minor)       | 2, Vinohrady Nám. Míru             | katol.       | 1888                         | novogot.                  | J. Mocker                                   |                            |
|            | Sv. Anny                           | 3, Žižkov Ostromečská              | katol.       | 1911                         | secesní                   | E. Sochor                                   |                            |
|            | Sv. Bohorodice                     | 3, Žižkov Olšany                   | (pravosl.)   | 1924                         | ruský                     | V. Brandt                                   |                            |
|            | Sv. Kříže                          | 3, Žižkov Táboritská               | katol.       | 1717                         | barokní                   |                                             |                            |
|            | Sv. Prokopa                        | 3, Žižkov                          | katol.       | 1898                         | novogot.                  | J. Mocker                                   |                            |
|            | Sv. Rocha                          | 3, Žižkov Olšany                   | katol.       | 1682                         | barokní                   | J. B. Mathey                                |                            |
|            | Nejsv. srdce Páně                  | 3, Vinohrady Nám. krále Jiřího     | katol.       | 1928                         | klasic.                   | J. Plečnik                                  |                            |
|            | Sv. Prokopa                        | 4, Braník, Školní                  | katol.       | 1904                         | novoromán.                | R. Vomáčka                                  |                            |
|            | Evangelický sbor Braník            | 4, Braník, Modřanská               | ČCE          | 1948 1990 (přístavba apsidy) | funkcional.               | P.Bareš D.Vávra (apsida)                    |                            |
|            | Matky Terezy                       | 4, Chodov U modré školy            | katol.       | 2005                         | funkcional.               | V. Rothbauerová                             |                            |
|            | Milíče z Kroměříže                 | 4, Chodov, Donovalská 51           | ČCE          | 2002                         | funkcional.               | J. Veselý                                   |                            |
|            | Sv. Anežky                         | 4, Spořilov Hlavní                 | katol.       | 1935                         | funkcional.               | N. Paškovský S. Režný                       |                            |
|            | Sv. Františka                      | 4, Krč U Habrovky                  | katol.       | 1941                         | funkcional.               | K. Hruška                                   |                            |
|            | Sv. Jakuba                         | 4, Kunratice                       | katol.       | 1300p 1730                   | rokoko                    |                                             |                            |
|            | Sv. Michaela archanděla            | 4, Podolí                          | katol.       | 1222                         | románský gotický          |                                             |                            |
|            | Nanebevzetí P. M.                  | 4, Modřany K dolům                 | katol.       | 1329- 1754                   | barokní                   |                                             |                            |
|            | Panny Marie královny míru          | 4, Lhotka                          | katol.       | 1937                         | funkcional.               | Rudolf V. Svoboda                           |                            |
|            | Sv. Pankráce                       | 4, Pankrác (Nusle)                 | katol.       |                              | románský barokní          |                                             |                            |
|            | Evangelický kostel v Nuslích       | 4, Nusle, Žateckých                | ČbCE         | 1933                         | funkcional.               | Bohumír a Ladislav Kozákovi                 |                            |
|            | Sv. Václav                         | 4, Nusle, Vladimírova/Pod Vilami   | katol.       |                              | novoklasicistní           | Jaroslav Čermák (úpravy)                    |                            |
|            | Narození Panny Marie               | 4, Michle Baarova                  | katol.       |                              | barokní                   |                                             |                            |
|            | Sv. Prokopa                        | 4, Hrnčíře                         | katol.       | 1300p 1700p                  |                           |                                             |                            |
|            | Husův sbor                         | 5, Smíchov U Santošky              | CČH          | 1933                         | funkcional.               |                                             |                            |
|            | Evangelický kostel                 | 5, Smíchov Na Doubkové             | CČE          | 1931                         | funkcional.               |                                             |                            |
|            | Husův sbor                         | 5, Zbraslav                        | CČH          | 1939                         | funkcional.               | St. Vachata                                 |                            |
|            | Sv. Gabriela (Zvěstování P. Marie) | 5, Smíchov Holečkova               | muzeum       | 1888                         | novorom.                  |                                             |                            |
|            | Sv. Filipa a Jakuba                | 5, Zlíchov                         | katol.       | 1709                         | barokní                   | 1714                                        |                            |
|            | Krista Spasitele                   | 5, Hlubočepy - Barrandov           | katol.       | 2020                         | funkcionalistický         | Jakub Žiška, Pavel Šmelhaus                 |                            |
|            | Sv. Filipa a Jakuba                | 5, Smíchov, Arbesovo nám.          | zaniklý      |                              | barokní                   |                                             |                            |
|            | Sv. Jakuba                         | 5, Zbraslav                        | katol.       | 1410- 1650                   | gotický barokní           |                                             |                            |
|            | Sv. Jana a Pavla                   | 5, Krteň                           | katol.       | 1230p 1732 1890              | románský novorom.         |                                             |                            |
|            | Sv. Jana Nep.                      | 5, Chuchelský háj                  | katol.       |                              | barokní                   |                                             |                            |
|            | Sv. Jana Nep.                      | 5, Košíře                          | katol.       | 1938                         | funkcional.               | J. Čermák                                   |                            |
|            | Sv. Michaela (karpatský)           | 5, Petřín, Kinského zahrada        | (pravosl.)   | 17. stol.                    | bojkovský styl            |                                             |                            |
|            | Narození Panny Marie               | 5, Malá Chuchle                    | katol.       |                              | barokní                   |                                             |                            |
|            | Sv. Petra a Pavla                  | 5, Radotín                         | katol.       | 1350- 1726                   | gotický barokní           |                                             |                            |
|            | Sv. Prokopa                        | 5, Jinonice Sluneční nám.          | katol.       | 1999                         | funkcional.               | Z. Jiran                                    |                            |
|            | Sv. Trojice                        | 5, Košíře                          | katol.       | 1831                         | klasic.                   |                                             |                            |
|            | Sv. Václava                        | 5, Smíchov Štefánikova             | katol.       | 1881                         | novorenes.                | A. V. Barvitius                             |                            |
|            | Kostel CASD                        | 5, Malvazinky, Peroutkova          | CASD         | 1985                         | moderní                   |                                             |                            |
|            | Sv. Filipa a Jakuba                | 5, Malvazinky, hřbitov             | katol.       | 1896                         | norovománský              | A. V. Barvitius                             |                            |
|            | Sv. Vavřince                       | 5, Butovice (Jinonice)             | katol.       | 1100- 1790p                  | románský barokní          |                                             |                            |
|            | Sv. Jakuba                         | 5/13, Staré Stodůlky, Kovářova     | katol.       | 13. stol.                    | pův. románský, novogot.   | 1903                                        |                            |
|            | Sv. Petra a Pavla                  | 5 (13), Řeporyje, náměstí          | katol.       | 12. století                  | románský barokní          | Roku 1772 barokní přestavba Antonín Schmidt |                            |
|            | Všech svatých                      | 5, Slivenec                        | katol.       | 1280p 1693                   | gotický barokní           |                                             |                            |
|            | Ev. sbor Střešovice                | 6, Před Bateriemi                  | ČCE          | 1939                         | funkcional.               | B. Kozák                                    |                            |
|            | Sv. Fabiána a Šebastiána           | 6, Liboc                           | katol.       | 1842                         | klasic.                   | K. Brusta                                   |                            |
|            | Sv. Gotharda                       | 6, Bubeneč Krupkovo nám.           | katol.       | 1801                         | klasic.                   | M. Šmaha                                    |                            |
|            | Sv. Mikuláše                       | 6, Bubeneč, Rooseveltova           | pravosl.     | po r. 1925                   |                           |                                             |                            |
|            | Sv. Ludmily                        | 6, Bubeneč, Sibiřské nám.          | pravosl.     | 2012                         | bývalý výstavní pavilon   |                                             |                            |
|            | Sv. Jana Nep.                      | 6, Dejvice Horoměřická (Jenerálka) | (katol.)     | 1713                         | barokní                   |                                             |                            |
|            | Sv. Martina                        | 6, Řepy K mostku                   | katol.       | 1150p 1225 1770p             | románský barokní          |                                             |                            |
|            | Sv. Rodiny (boromejky)             | 6, Řepy                            | katol.       | 1860                         |                           |                                             | Kostel svaté Rodiny (Řepy) |
|            | P. M. Vítězné                      | 6, Bílá Hora                       | katol.       | 1622                         | barokní                   |                                             |                            |
|            | Sv. Máří Magdaleny                 | 6, Přední Kopanina                 | katol.       |                              | románský                  |                                             |                            |
|            | Sv. Markéty                        | 6, Břevnov, Markétská 1            | katol.       | 1710                         | barokní                   | K. I. Dientzenhofer                         |                            |
|            | Sv. Matěje                         | 6, Dejvice                         | katol.       | 1770                         | barokní                   |                                             |                            |
|            | Sv. Vojtěcha                       | 6, Dejvice Kolejní                 | katol.       | 1925                         |                           | F. Havel                                    |                            |
|            | Sv. Václava                        | 6, Dejvice Proboštská              | katol.       |                              |                           |                                             |                            |
|            | Sv. Antonína                       | 7, Strossmayerovo nám.             | katol.       | 1908                         | novogot.                  | F. Mikš                                     |                            |
|            | Sv. Klimenta                       | 7, Holešovice Kostelní             | katol.       | 1230- 1659                   |                           |                                             |                            |
|            | Husův sbor                         | 7, Holešovice Farského             | CČSH         | 1927                         |                           |                                             |                            |
|            | Sv. Cyrila a Metoděje              | 8, Karlínské nám.                  | katol.       | 1854                         | novorom.                  | V. I. Ullmann                               |                            |
|            | U Jákobova žebříku                 | 8, U Školské zahrady 1264/1        | ČCE          | 1971                         | funkcional.               | Ernst Gisel                                 |                            |
|            | Sv. Jana Křtitele                  | 8, Dolní Chabry                    | katol.       | 1170p                        | románský                  |                                             |                            |
|            | Sv. Petra a Pavla                  | 8, Bohnice                         | katol.       | 1158 1805                    | románský barokní          |                                             |                            |
|            | Sv. Terezie (salesiáni)            | 8, Kobyliské nám.                  | katol.       | 1936 1997                    | funkcional.               | Č. Vořech V. Mašek                          |                            |
|            | Sv. Václava                        | 8, Bohnice                         | nemoc.       | 1905                         | secesní                   | V. Roštlapil                                |                            |
|            | Sv. Vojtěcha                       | 8, Libeň                           | katol.       | 1904                         | secesní                   | E. Králíček                                 |                            |
|            | Sv. Alžběty                        | 9, Kbely Železnobrodská            | katol.       |                              | funkcional.               | J. Korenčík                                 |                            |
|            | Sv. Bartoloměje                    | 9, Kyje                            | katol.       | 1230p                        | románský                  |                                             |                            |
|            | Sv. Jiří                           | 9, Hloubětín                       | katol.       | 1257p 1695                   | barokní                   |                                             |                            |
|            | Sv. Kříže                          | 9, Vinoř                           | katol.       | 1727                         | barokní                   | F. M. Kaňka                                 |                            |
|            | Nanebevzetí P. M.                  | 9, Třeboradice                     | katol.       | 1330p 1760p                  | gotický barokní           |                                             |                            |
|            | Nanebevzetí P. M.                  | 9, Dolní Počernice                 | katol.       | 1200p 1887                   | románský barokní novorom. |                                             |                            |
|            | Sv. Remigia                        | 9, Čakovice                        | katol.       | 1735 1895                    | novorom.                  |                                             |                            |
|            | Sv. Václava                        | 9, Prosek U prosec. kostela        | katol.       | 1100p 1470p                  | románský                  |                                             |                            |
|            | Husův sbor                         | 10, Vinohrady Dykova               | CČH          | 1930                         | funkcional.               | P. Janák                                    |                            |
|            | Husův sbor                         | 10, Vršovice Moskevská             | CČH.         | 1930                         | funkcional.               | K. Truksa P. Janák                          |                            |
|            | Sv. Jakuba                         | 10, Petrovice                      | katol.       | 1270p 1910                   | gotický                   |                                             |                            |
|            | Stětí sv. Jana Křtitele            | 10, Hostivař Selská                | katol.       | 1250                         | gotický                   |                                             |                            |
|            | Sv. Markéty                        | 10, Královice                      | katol.       | 1300p 1739                   | gotický barokní           | T. Budil                                    |                            |
|            | Sv. Martina                        | 10, Lipany                         | katol.       | 1863                         | novorom.                  |                                             |                            |
|            | Sv. Mikuláše                       | 10, Vršovice                       | katol.       | 1374 1668                    |                           |                                             |                            |
|            | Narození P. M.                     | 10, Záběhlice K Prádelně           | katol.       | 1125p                        | románský novorom.         |                                             |                            |
|            | Sv. Ondřeje                        | 10, Kolovraty Mírová               | katol.       | 1350p 1767                   | gotický barokní           |                                             |                            |
|            | Početí P. M.                       | 10, Strašnice Ke Strašnické        | katol.       | 1992                         | konstrukt.                | J. Synek                                    |                            |
|            | Sv. Václava                        | 10, Vršovice Čechovo nám           | katol.       | 1929                         | funkcional.               | J. Gočár                                    |                            |
|            | Všech svatých                      | 10, Uhříněves                      | katol.       | 1740                         |                           | J. J. Halířek                               |                            |

## Seznam dle zasvěcení
- Kostely zasvěcené Ježíši Kristu
  - Kostel Krista Spasitele
  - Kostel Narození Páně
  - Kostel svatého Salvátora (Křižovnické náměstí)
  - Kostel svatého Salvátora (Salvátorská ulice)
  - Kostel Nejsvětějšího srdce Páně
- Kostely Nejsvětější Trojice
- Kostely Panny Marie
- Kostel svaté Alžběty
- Kostel svaté Anežky
- Kostel svaté Anny (Žižkov)
- Kostel svaté Anny (Staré Město)
- Kostel svatého Antonína
- Kostel svatého Apolináře
- Kostel svatého Bartoloměje
- Kostel svatého Benedikta
- Kostely svatého Cyrila a Metoděje
- Kostel svatého Ducha
- Kostel svatého Fabiána a Šebestiána
- Kostely svatého Filipa a Jakuba
- Kostely svatého Františka z Assisi
- Kostel svatého Gabriela
- Kostel svatého Gotharda
- Kostel svatého Haštala
- Kostel svatého Havla
- Kostel svatého Ignáce z Loyoly
- Kostely svatého Jakuba
- Kostely svatého Jana Křtitele
- Kostel svatého Jana a Pavla
- Kostely svatého Jana Nepomuckého
- Kostel svatého Jiljí
- Kostel svatého Jindřicha
- Kostely svatého Jiří
- Kostely svatého Josefa
- Kostel svatého Karla Boromejského
- Kostel svatého Karla Velikého
- Kostel svaté Kateřiny
- Kostely svatého Klimenta
- Kostel svatého Kosmy a Damiána (Emauzy)
- Kostel svatého Kříže (Na příkopě)
- Kostel svatého Kříže (rotunda)
- Kostel svatého Longina
- Kostely svaté Ludmily
- Kostely svaté Markéty
- Kostely svatého Martina
- Kostely svaté Máří Magdaleny
- Kostel svatého Matěje
- Kostel svaté Matky Terezy
- Kostely svatého Michala
- Kostely svatého Mikuláše
- Kostel svatého Ondřeje
- Kostel svatého Pankráce
- Kostel svatého Petra
- Kostely svatého Petra a Pavla
- Kostely svatého Prokopa
- Kostely svatého Rocha
- Kostel svatého Remigia
- Kostel svatého Šimona a Judy
- Kostel svatého Štěpána
- Kostel svaté Terezie od Dítěte Ježíše
- Kostel svatého Tomáše
- Kostely svatého Václava
- Kostely svatého Vavřince
- kostel svatého Víta
- Kostely svatého Vojtěcha
- Kostel svaté Voršily
- Kostel U Jákobova žebříku
- Kostely Všech svatých